# Gregorios Elias Tabé
Gregorios Elias Tabé (* 18. März 1941 in Mardin, Türkei; † 16. April 2023 in Qamischli, Syrien) war ein syrisch-katholischer Geistlicher und Erzbischof von Damaskus.

## Leben
Gregorios Elias Tabé empfing am 4. Mai 1969 das Sakrament der Priesterweihe.
Am 24. Juni 1995 ernannte ihn Papst Johannes Paul II. zum Titularbischof von Batnae dei Siri und bestellte ihn zum Weihbischof in der syrisch-katholischen Erzeparchie Damaskus. Der syrisch-katholische Patriarch von Antiochia, Ignatius Antoine II. Hayek, spendete ihm am 7. Januar 1996 die Bischofsweihe; Mitkonsekratoren waren der syrisch-katholische Erzbischof von Damaskus, Eustathe Joseph Mounayer, und der  syrisch-katholische Erzbischof von Aleppo, Denys Raboula Antoine Beylouni. Am 25. Mai 1996 optierte Gregorios Elias Tabé auf das Titularbistum Mardin dei Siri. 1997 wurde Tabé zum Kurienbischof im syrisch-katholischen Patriarchat von Antiochia bestellt. Am 8. Mai 1999 ernannte ihn Johannes Paul II. zum Koadjutorerzbischof der syrisch-katholischen Erzeparchie Damaskus. Gregorios Elias Tabé wurde am 24. Juni 2001 in Nachfolge von Eustathe Joseph Mounayer, der aus Altersgründen zurücktrat, syrisch-katholischer Erzbischof von Damaskus.
Am 22. Juni 2019 trat er altersbedingt als Erzbischof von Damaskus zurück.